# Tetrastichus lopezi
Tetrastichus lopezi is een vliesvleugelig insect uit de familie Eulophidae. De wetenschappelijke naam is voor het eerst geldig gepubliceerd in 1936 door Cristobal.